# Gare d’Entzheim-Aéroport
Gare d’Entzheim-Aéroport – stacja kolejowa w Entzheim, w departamencie Dolny Ren, w Alzacji, we Francji. Jest zarządzany przez SNCF. Znajduje się tuż obok międzynarodowego Portu lotniczego Strasburg, z którym jest połączony kładką.

## Położenie
Znajduje się na linii Strasburg – Saint-Dié, na km 9,245, między stacjami Holtzheim i Duppigheim, na wysokości 153 m n.p.m.

## Historia
Stacja Entzheim-Aéroport została oddana do użytku w 2008, zastępując starą stację Entzheim, otwartą 29 września 1864 przez Compagnie des chemins de fer de l’Est, kiedy otwarto jednotorową linię ze Strasburga do Barr w "Strasburgu, Barr, w Mutzig i Wasselonne ".

## Linie kolejowe
- Strasburg – Saint-Dié